# الهيئة السعودية للألعاب والرياضات الإلكترونية
الهيئة السعودية للألعاب والرياضات الإلكترونية، هي هيئة حكومية سعودية، تأسست بقرار مجلس الوزراء السعودي في 19 ديسمبر 2023
تتمتع بالشخصية الاعتبارية والاستقلال المالي والإداري، وترتبط تنظيميا برئيس مجلس الوزراء، ومقرها الرئيسي في مدينة الرياض، وتهدف إلى تنظيم قطاع الألعاب والرياضات الإلكترونية وتعزيز مكانته واستدامته والعمل على تطويره.